# ユニバーサル園芸社
株式会社ユニバーサル園芸社（ユニバーサルえんげいしゃ、Universal Engeisha Co., Ltd.）は、大阪府茨木市に本社を置き、観葉植物やフラワーアレンジメントのレンタルやディスプレイ、造園などを手掛けている企業。

## 概要
1974年2月に設立。主に観葉植物やフラワーアレンジメントのレンタルやディスプレイを手掛けているが、造園やイルミネーションの設置なども手掛けている。また、直営店において小売事業も手掛けている。
2012年4月にJASDAQ（現：東京証券取引所スタンダード市場）へ上場。以降はM&Aなどにより規模を拡大している。
2023年8月には、千葉県大多喜町にある株式会社大多喜ハーブガーデンの全株式をイントランスから取得した事に伴い、大多喜ハーブガーデンの運営権を取得。ユニバーサル園芸社は庭園運営事業へ本格的に進出した。

## 沿革
- 1968年4月 - 大阪府茨木市にてユニバース園芸を創業。
- 1974年2月 - 株式会社ユニバーサル園芸社として法人へ改組。
- 1993年7月 - 東京本店（現：東京東支店）を開設し、首都圏に進出。
- 1997年7月 - 名古屋店（現：名古屋支店）を開設し、中京圏に進出。
- 2004年6月 - 首都圏営業本部（現：東京本社）を開設。
- 2009年11月 - ビバ工芸株式会社を子会社化。
- 2012年4月 - JASDAQ上場。
- 2013年2月 - 株式会社花守花の座を子会社化。
- 2015年4月 - 株式会社高島屋植物園を子会社化[5]。
- 2018年10月 - 園芸ネット株式会社を子会社化。
- 2020年7月 - 子会社である株式会社小林ナーセリー（新社）が、株式会社小林ナーセリー（旧社）から事業を譲受[6]。
- 2022年
  - 8月 - 金子園芸株式会社を子会社化。
  - 11月 - 株式会社改良園を子会社化。
- 2023年
  - 7月 - 株式会社日生ウッドワークスを子会社化。
  - 8月 - 株式会社大多喜ハーブガーデンを子会社化[4]。
  - 9月 - 株式会社東海フラワーからレンタルグリーン事業を譲受。泰成緑栄株式会社を子会社化。
  - 12月 - Nicolai Bergmann株式会社を子会社化[7]。
- 2024年3月 - 株式会社インナチュラルを子会社化[3][8]。

## 子会社
- ビバ工芸株式会社
- 株式会社花守花の座
- 株式会社高島屋植物園
- 園芸ネット株式会社
- 株式会社小林ナーセリー
- 金子園芸株式会社
- 株式会社改良園
- 株式会社日生ウッドワークス
- 株式会社大多喜ハーブガーデン
- 泰成緑栄株式会社
- Nicolai Bergmann株式会社
- 株式会社インナチュラル